# Каплински, Нора
Нора Каплински (эст. Nora Kaplinski, урождённая Раудсепп; 11 марта 1906, Выру — 22 мая 1982, Тарту) — эстонская танцовщица и переводчица. Мать поэта Яна Каплинского.
Дочь тартуского книготорговца. Занималась в студии современного танца Герд Негго, в 1928—1932 гг. училась танцу в Париже и Эссене, в том числе у Курта Йооса. В середине 1930-х гг. успешно танцевала на сценах Эстонии и Румынии, в том числе в театре «Ванемуйне», под псевдонимом Нора Лийна (эст. Nora Liina). В 1938 г. вышла замуж за филолога Ежи Каплинского, репрессированного в 1941 г. после присоединения Эстонии к СССР.
Изучала французскую филологию в Тартуском университете, преподавала французский язык в различных учебных заведениях Тарту. Соредактор «Эстонско-французского словаря» (совместно с Каллистой Канн, 1979, переиздание 2000)
Опубликовала ряд переводов французской и польской литературы на эстонский язык. С польского перевела повести «В погоне за Адамом» Ежи Стефана Ставиньского (1965), «Дневник антигероя» Корнеля Филиповича (1966), биографию Фритьофа Нансена, написанную Алиной и Чеславом Центкевичами (1976). С французского перевела новеллы Оноре де Бальзака и Анатоля Франса, документальный роман Анри Аллега «Военнопленные» (1963), романы Малека Хаддада «Последнее впечатление» (1968), Алена-Фурнье «Большой Мольн» (1964) и Шатобриана «Рене» (1974) — два последних в соавторстве с сыном Яном Каплинским. Кроме того, перевела с русского языка книгу «Судебная практика по гражданским делам в период войны» под редакцией И. Т. Голякова (1945) и книгу для детей И. Ликстанова «Приключения юнги» (1947).